# Kapele
Kapele este o localitate din comuna Brežice, Slovenia, cu o populație de 210 locuitori.